# Коробко, Александр Владимирович
Александр Владимирович Коробко (туркм. Aleksandr Wladimirowiç Korobko; 16 января 1970) — советский, туркменский и российский футболист (вратарь).

## Биография
В 1990—1991 играл во второй лиге СССР за «Ахал». В середине 1991 перешёл в «Копетдаг», который играл в восточной зоне буферной лиги СССР.
В 1992—2001 играл в независимом чемпионате Туркменистана за «Копетдаг».
Одновременно играл за сборную Туркменистана, участник многих отборочных турниров к чемпионату мира, Кубкам Азии. Участник ряда финальных турниров.
В 2001 переехал в Россию, начал играть за «Волгарь-Газпром», но в команде не закрепился. В итоге уехал в Казахстан, где и завершил карьеру.
Будучи в России, стал гражданином страны.
В последние годы играл за краснодарский «ГНС-Спартак» (чемпионат Краснодарского края).

## Статистика
| Сезон   | Клуб            | Лига        | Чемпионат | Чемпионат |
| Сезон   | Клуб            | Лига        | Игры      | Голы      |
| ------- | --------------- | ----------- | --------- | --------- |
| 1990    | Ахал            | Вторая лига | 12        | ?         |
| 1991    | Ахал            | Вторая лига | 13        | ?         |
| 1991    | Копетдаг        | Вторая лига | 14        | (-9)      |
| 1992    | Копетдаг        | Высшая лига | ?         | ?         |
| 1993    | Копетдаг        | Высшая лига | ?         | ?         |
| 1994    | Копетдаг        | Высшая лига | ?         | ?         |
| 1995    | Копетдаг        | Высшая лига | ?         | ?         |
| 1996    | Копетдаг        | Высшая лига | ?         | ?         |
| 1997/98 | Копетдаг        | Высшая лига | ?         | ?         |
| 1998/99 | Копетдаг        | Высшая лига | ?         | ?         |
| 1999    | Восток-Алтын    | Высшая лига | 16        | (-14)     |
| 2000    | Восток-Алтын    | Высшая лига | 11        | (-20)     |
| 2000    | Копетдаг        | Высшая лига | ?         | ?         |
| 2001    | Копетдаг        | Высшая лига | ?         | ?         |
| 2001    | Волгарь-Газпром | Первая лига | 1         | (-3)      |
| 2002    | Восток-Алтын    | Высшая лига | 8         | (-12)     |
| 2002    | Кайсар          | Высшая лига | 10        | (-9)      |
| 2003    | Кайсар          | Высшая лига | 28        | (-34)     |

## Достижения
- Многократный чемпион Туркменистана как игрок в составе «Копетдага» (1992—1995, 1998, 2000).
- Обладатель Кубка Туркменистана 1993, 2000.